# Luis Flórez
Luis Flórez (5 de octubre de 1916-1985): 177 : 394  fue un lingüista colombiano, especialista en la dialectología y la geografía lingüística del español de Colombia.
De joven recibió un beca de la Fundación Rockefeller, con la cual se dedicó al estudio de la dialectología contemporánea en varias universidades norteamericanas y bajo la tutela de Tomás Navarro Tomás.: 396  A su regreso, se incorporó como investigador al Departamento de Dialectología del Instituto Caro y Cuervo, donde dirigió la elaboración del Atlas lingüístico y etnográfico de Colombia (ALEC), y fue designado miembro de número de la Academia Colombiana de la Lengua, laborando asiduamente en su Comisión de Lexicografía.: 395  A su vez, fue profesor de la efímera Facultad de Filosofía y Letras de la Universidad Femenina La Bordadita: 177  y columnista del periódico El Tiempo.